# Krieger des Regenbogen Robin
Krieger des Regenbogen Robin (jap.: レインボー戦隊ロビン Reinbō Sentai Robin, Rainbow Sentai Robin, auch Rainbow Battleteam Robin) ist ein Manga von Shōtarō Ishinomori aus dem Jahr 1965. 1966 wurde er von Toei Animation als Anime-Fernsehserie umgesetzt.

## Inhalt
Ein entfernter Planet namens Palta steht vor dem Untergang. Es bleiben nur noch 2 Jahre und die Bevölkerung von Palta findet auf der Suche nach Ressourcen die Erde und beginnt, sie anzugreifen, um die Erde zu erobern. Mit der Verteidigung der Erde wird ein Junge namens Robin, der viele Roboter besitzt, betraut. Robins Vater Dr. Polto ist ein Außerirdischer aus Palta, der als Spion auf die Erde geschickt wurde, sich aber in einen Menschen verliebte. Er und Robins Mutter Sumiko werden gewaltsam nach Palta zurückgebracht, doch sein Vater konnte Robin zuvor zahlreiche Roboter in unterschiedlichen Formen und Funktionen bauen: Krankenschwester Lili, Werwolf Wolf, Krieger Benkei, die wandelbare Rakete Pegasus, der allwissende Professor und die Katze Bell. Mit ihnen bildet Robin ein Team, um die Erde zu retten.

## Veröffentlichung
Der Manga erschien von Januar bis März 1965 im Shōnen Magazine bei Kodansha. Der Verlag brachte die Kapitel auch gesammelt in einem Band heraus.

## Anime-Adaption
Der Anime wurde bei Toei Animation und Zero Studio produziert, wobei letzteres für die Designs und Zuarbeiten verantwortlich war. Regie führten Yugo Serikawa, Takeshi Tamiya, Tomoharu Katsumata, Michiru Takeda und Yasuo Yamaguchi. Die Drehbücher schrieben Kazuhiko Kojima, Hiroshi Ozawa, Minoru Hamada, Hiroaki Hayashi und Michio Suzuki.
Die insgesamt 48 je 25 Minuten langen Folgen wurden vom 23. April 1966 bis 24. März 1967 von TV Asahi ausgestrahlt. Eine deutsche Fassung erschien unter dem Titel Krieger des Regenbogen Robin. Eine portugiesische Fassung lief bei TV Tupi.

### Synchronisation
| Rolle     | japanischer Sprecher (Seiyū) |
| --------- | ---------------------------- |
| Robin     | Kyoko Satomi                 |
| Lili      | Noriko Shindō                |
| Wolf      | Eiichi Sakurai               |
| Professor | Kosei Yagi                   |
| Bell      | Keiko Nakamura               |
| Pegasus   | Nobuaki Sekine               |
| Benkei    | Setsuo Shinoda               |

### Musik
Die Musik der Serie wurde komponiert von Kōichi Hattori. Das Vorspannlied ist Rainbow Sentai Robin von Kamitakada Shōnen Gasshōdan und die beiden Abspanne sind unterlegt mit den Liedern Rainbow no Uchū Ryokō von Rainbow Harmony und Suteki na Lily von Maekawa Yōko.

## Rezeption
Die Anime Encyclopedia nennt den Anime eine Pastiche von Serien wie Ultraman, vermutlich auch inspiriert durch die Romanreihe Captain Future von Edmond Hamilton.